# Jacques Baudrier

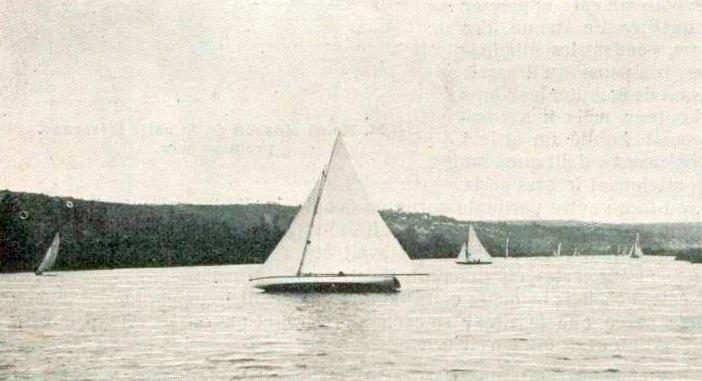
"Crabe II"

Jacques Baudrier (Paris, 4 de maio de 1872 — data de morte desconhecida) foi um velejador francês, medalhista olímpico. Ele competiu nas provas de classe ½ – 1 Ton realizadas nos Jogos Olímpicos de Verão de 1900, conquistou a medalha de prata na primeira corrida e a medalha de bronze na segunda corrida disputada a bordo do Crabe-II ao lado de Félix Marcotte, Jules Valton, William Martin e Jean Le Bret. Além disso, também conseguiu o bronze na classe 1 – 2 Ton com Lucien Baudrier, Dubosq e Édouard Mantois no Nina Claire.
Ele foi presidente da Cercle de la voile de Paris no final da década de 1920.